# Halmstad Arena

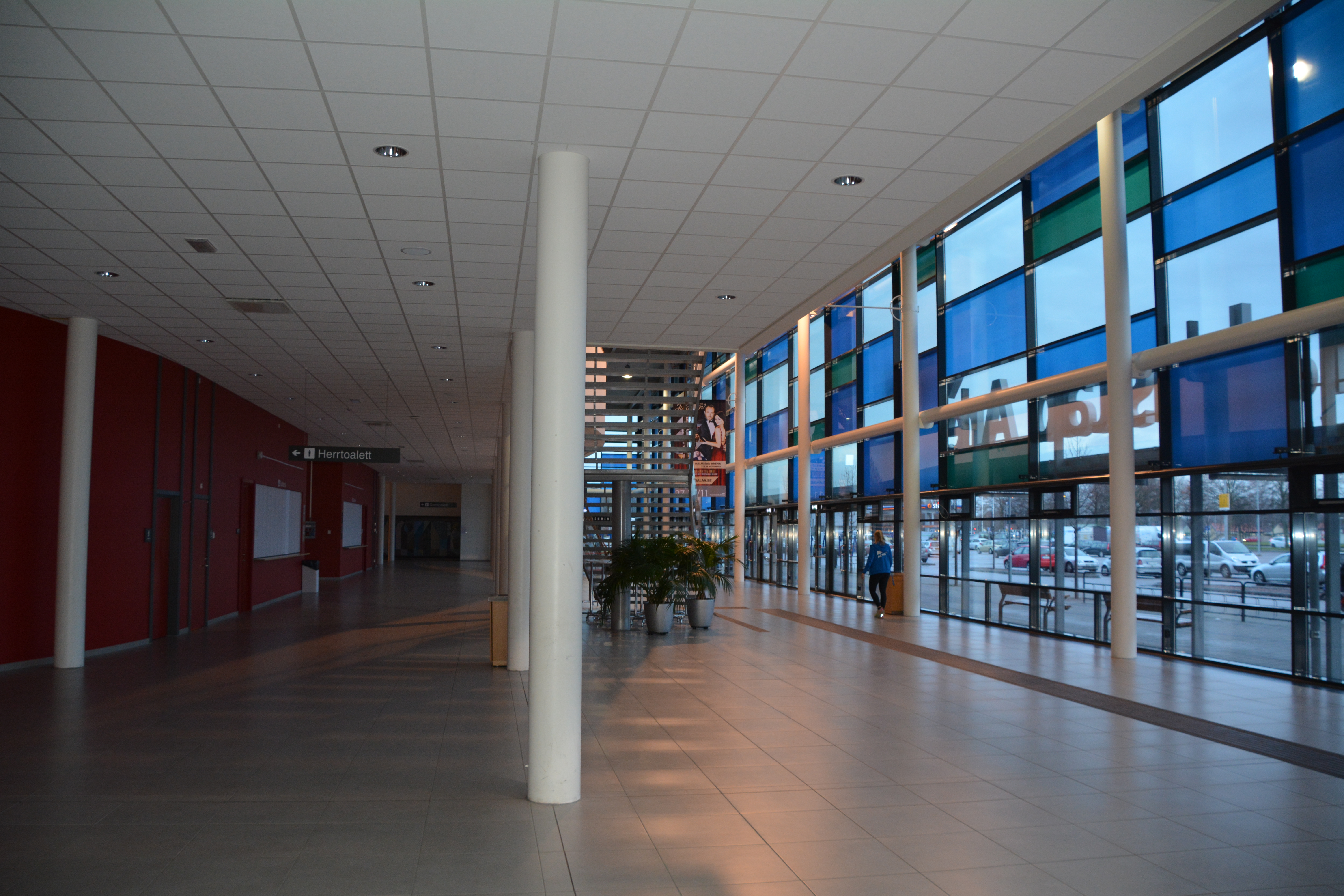
Foajén i Halmstad Arena.

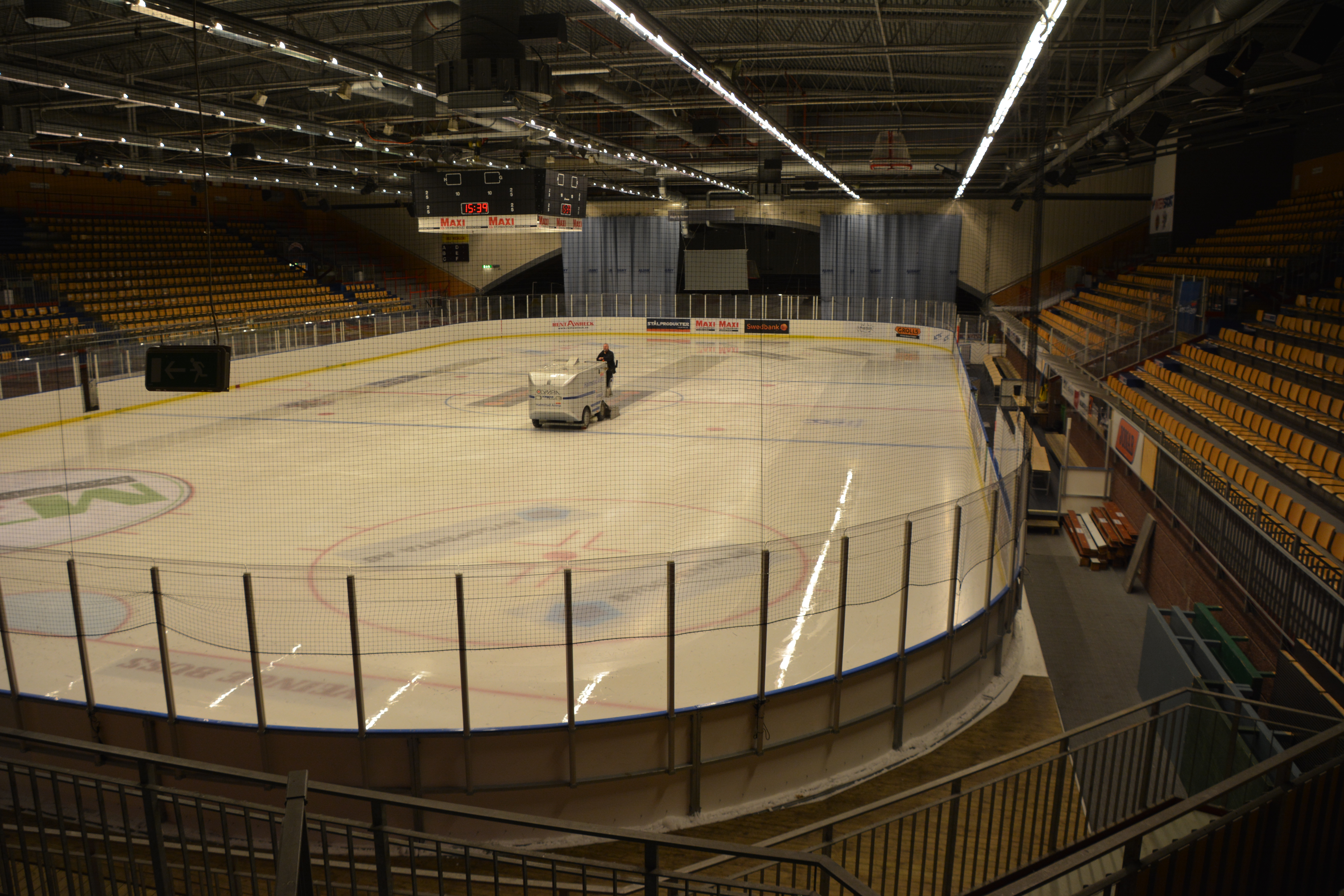
En av de två ishallarna i Halmstad Arena.

Halmstad Arena är ett multiområde i Halmstad. Området har flera byggnader, planer och banor som används för idrott, konserter, mässor mm. 
Namnet Halmstad Arena började användas i samband med att en ny anläggning byggdes 2007-09 och innefattar numera de äldre anläggningar som tidigare gick under namnen Sannarpshallen, Sannarpsbadet, Kombihallen och Sannarps IP. Arenan ersatte och kompletterade till viss del Halmstads Sporthall som revs 2011.

## Arenaområdet
Halmstad Arena består av en större arenabyggnad (Halmstad Arena) och en mindre byggnad (Kombihallen) samt ett idrottsområde utomhus (Halmstad Arena IP).  

### Halmstad Arena
Huvudbyggnaden (ofta benämnd Halmstad Arena) består av fyra fullmåtts idrottshallar. Den största hallen inrymmer rörliga läktare med plats för 3880 personer under idrottsevenemang eller 4.500 personer vid konserter. Dessutom finns fem mindre specialhallar och två ishallar med två fullmåttsrinkar och en mindre isbana. Till Halmstad Arena Bad hör äventyrsbad samt motions- och aktivitetsbassänger. 
Byggnaden rymmer också föreningskanslier och kontorslokaler, två gym, som drivs av Actic, samt café med lunchservering. Längs med hela framsidan löper en 220 meter lång och 8 meter bred glasgång, eller piazza, som binder ihop arenans olika hallar och lokaler.

### Kombihallen
Kombihallen består av plan och lokal för friidrott och fotboll. I hallen finns dessutom logement, kök och kontor.

### Halmstad Arena IP
Halmstad Arena IP (tidigare Sannarps IP) har elva fullmåtts elva mot elva fotbollsplaner med gräs, varav en kombinerad matchplan/friidrottsanläggning med tillhörande läktare, två fullmåtts elva mot elva-fotbollsplaner med konstgräs, fem sju mot sju-fotbollsplaner med gräs och två fem mot fem-fotbollsplaner med gräs. En av planerna är anpassad för amerikansk fotboll. 
På området ligger Halmstad Arena Skatepark, en skatepark på 2.000 kvadratmeter i betong.

## Konstnärlig utsmyckning
I entréhallen finns två, från den rivna Halmstads Sporthalls trapphus, flyttade glasmosaiker av Sven Jonson.
Cykel- och gångbanan mellan arenan och östra sidan av Växjövägen är dekorerad med målningen Cyclist Move av Peter Gibson, med artistnamnet  Roadsworth.
På fasaden vid huvudingången fanns tidigare Erik Krikortz ljusskulptur För egen maskin, vilken med olika färger anger halten av framför allt kväveoxider i luften vid Halmstads rådhus och med blinktakt antalet passerande cyklister på Slottsbron.

## Bygget av Halmstad Arena

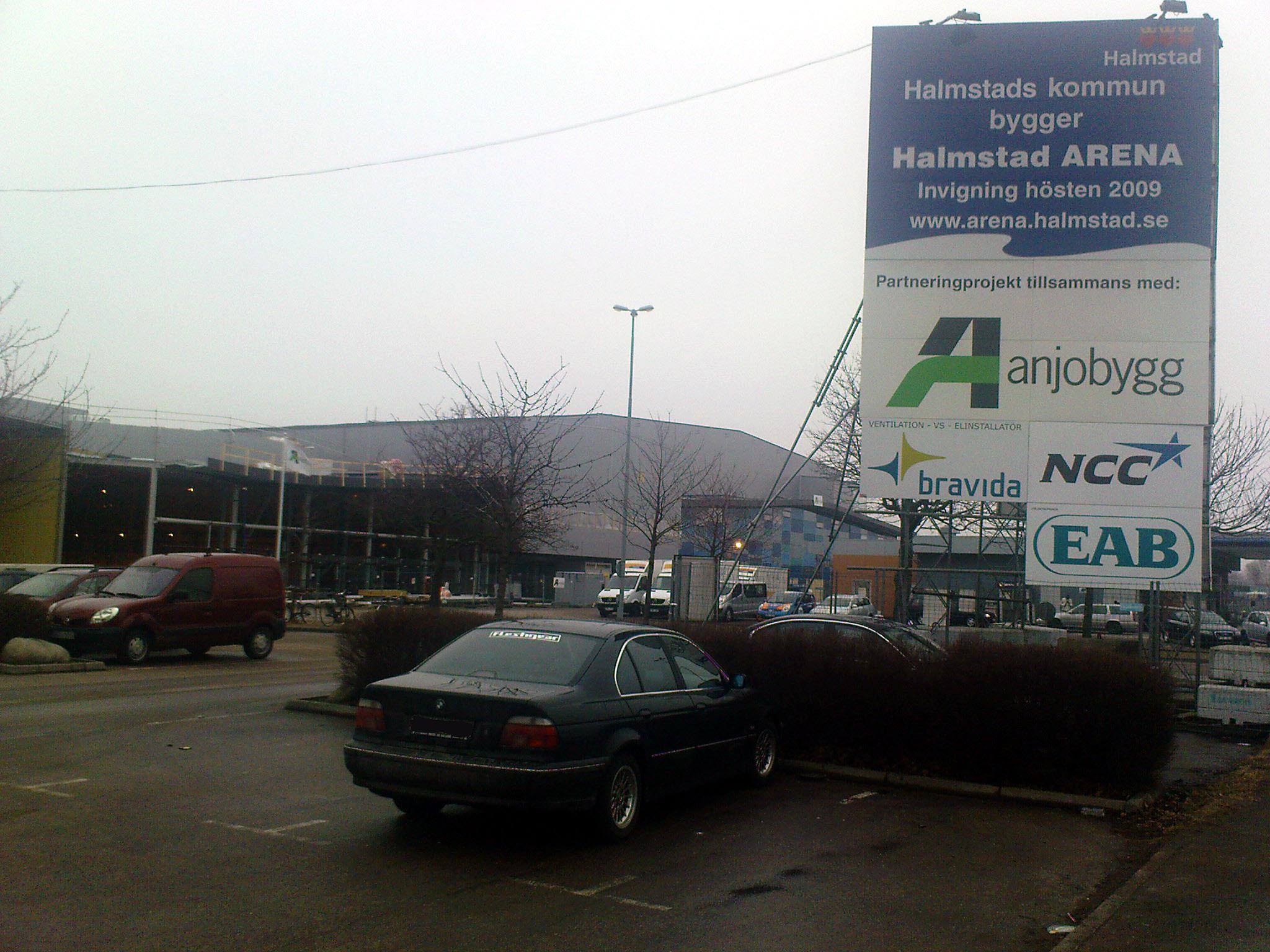
Halmstad Arena under uppbyggnad 26 februari 2009.

Halmstad Arena tillkom bland annat för att ersätta Halmstads Sporthall (hemmaarena för HK Drott och Halmstad BTK), som varit i bruk sedan 1955. Förutom uppförandet av nya idrottshallar innebar bygget också att den befintliga Sannarpshallen (med den intilliggande simhallen Sannarpsbadet) renoverades och byggdes ut med en extra isbana, samt byggdes samman med de nya hallarna. Även Sannarps idrottsplats upprustades och nya parkeringsplatser byggdes.
Bygget påbörjades den 15 november 2007, var färdigt 2009. Byggherrar var Anjo Bygg/NCC. Arenan invigdes officiellt under en "Invigningsvecka" som startade den 20 februari 2010 med en gala och pågick till och med den 25 februari då High School Musical spelades .
Kostnaden för Halmstad Arena uppgick till ca 360 miljoner kronor och är en av de största investeringarna i Halmstads kommuns historia.

### Namntvist
Då Patent- och registreringsverket fått två ansökningar om namnskydd av Halmstad Arena uppstod en namntvist, det hela löstes dock genom att PRV avslog båda ansökningarna då namnet inte kunde skyddas som varumärken. Utöver Halmstad kommun sökte privatpersonen Magnus Bjäredal registrera Halmstad Arena, Bjäredal försökte dessutom registrera Falkhallen som varumärke.
Bjäredal ville förhandla en uppgörelse med kommunen vilket synes helt omöjligt, tvisten är löst för både Halmstad Arena såväl som för Falkhallen.[förklaring behövs]

### Brister i upphandlingen
Den 23 september 2010 meddelade Konkurrensverket att "Kommunen gjorde en otillåten direktupphandling när kontraktet skrevs med byggföretaget" och riktade skarp kritik mot förfarandet. Verket konstaterade att kontrakt skrivits utan att upphandlingen utannonserats, och att det därför aldrig kommer att bli klarlagt om kommuninvånarna fått bästa möjliga arena för sina skattepengar.

### Halmstad Arena - en trillingarena
Halmstad Arena är trillingarena med Kristianstad Arena och Ystad Arena (som aldrig blev byggd och ej ska förväxlas med nuvarande Ystad Arena). Alla tre ritades av Tengbom arkitekter och hade samma utformning av själva huvudarenan med sportgolv och läktare, men hade olika utformning av byggnadernas exteriörer och tillhörande andra lokaler för idrott. De tre arenorna skulle byggas av NCC med ett års förskjutning. Först ut var arenan i Halmstad som byggdes samman med Sannarpshallen och Sannarpsbadet och stod färdig 2009, året innan Kristianstad Arena som byggdes samman med Idrottshallen stod klar 2010. Året därpå skulle Ystad Arena stå klar i Sandskogen och inrymma sporthall, ishall och badhus, men efter färdig projektering togs ett beslut i Ystad om att den inte skulle byggas. I stället projekterades och byggdes en ny arena vid platsen för Österporthallen i centrala Ystad och som stod klar 2014.

## Evenemang
Det första evenemanget i Halmstad Arena var showen Ladies Night med bland andra Martin Stenmarck den 23 oktober 2009. Arenan invigdes officiellt i februari 2010 och tema för Invigningsveckan var arenans mångsidighet.